# PCBD2
PCBD2 (англ. Pterin-4 alpha-carbinolamine dehydratase 2) – білок, який кодується однойменним геном, розташованим у людей на короткому плечі 5-ї хромосоми. Довжина поліпептидного ланцюга білка становить 130 амінокислот, а молекулярна маса — 14 365.
| 10         |  | 20         |  | 30         |  | 40         |  | 50         |
| ---------- |  | ---------- |  | ---------- |  | ---------- |  | ---------- |
| MAAVLGALGA |  | TRRLLAALRG |  | QSLGLAAMSS |  | GTHRLTAEER |  | NQAILDLKAA |
| GWSELSERDA |  | IYKEFSFHNF |  | NQAFGFMSRV |  | ALQAEKMNHH |  | PEWFNVYNKV |
| QITLTSHDCG |  | ELTKKDVKLA |  | KFIEKAAASV |  |            |  |            |

A: Аланін

C: Цистеїн

D: Аспарагінова кислота

E: Глутамінова кислота

F: Фенілаланін

G: Гліцин

H: Гістидин

I: Ізолейцин

K: Лізин

L: Лейцин

M: Метіонін

N: Аспарагін

P: Пролін

Q: Глутамін

R: Аргінін

S: Серин

T: Треонін

V: Валін

W: Триптофан

Кодований геном білок за функцією належить до ліаз. 
Задіяний у такому біологічному процесі, як ацетилювання. 